# Sarran

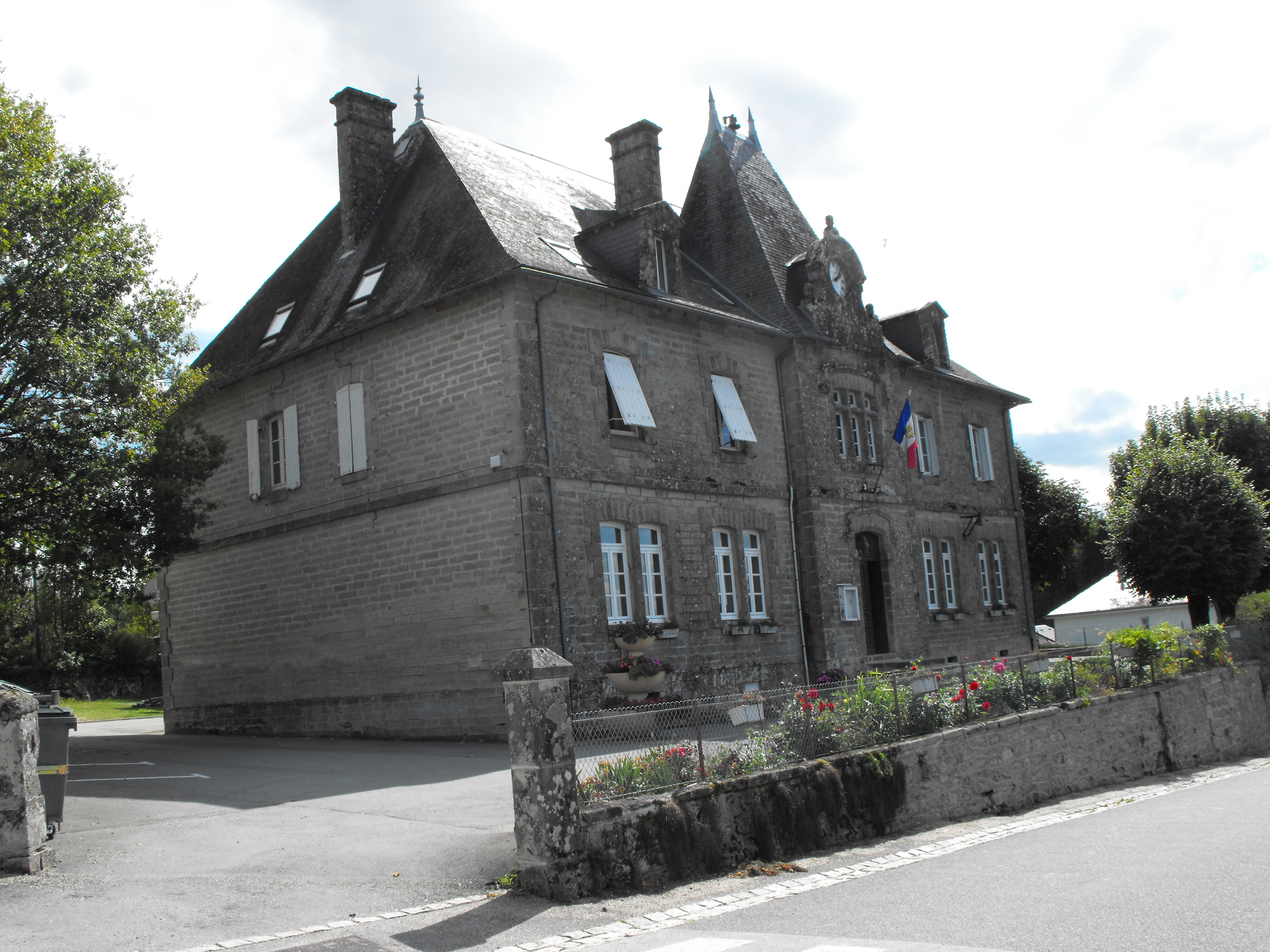

Sarran is een gemeente in het Franse departement Corrèze (regio Nouvelle-Aquitaine) en telt 292 inwoners (2004). De plaats maakt deel uit van het arrondissement Tulle. In Sarran staat een museum dat is gewijd aan de Franse oud-president Jacques Chirac. Chirac was in het begin van zijn carrière politicus in de buurt van Sarran en zijn vrouw Bernadette Chirac was in de jaren '70 gemeenteraadslid in Sarran. Het Château de Bity in Sarran is eigendom van de familie Chirac.

## Geografie
De oppervlakte van Sarran bedraagt 25,0 km², de bevolkingsdichtheid is 11,7 inwoners per km².
De onderstaande kaart toont de ligging van Sarran met de belangrijkste infrastructuur en aangrenzende gemeenten.

## Demografie
Onderstaande figuur toont het verloop van het inwonertal (bron: INSEE-tellingen).

## Sport
Sarran is twee keer finishplaats geweest in de wielerkoers Ronde van Frankrijk. In 2001 won de Duitser Jens Voigt er de etappe en in 2020 zegevierde de Zwitser Marc Hirschi.